# Henri Marie Auguste Ferron de la Ferronnays
Pour les autres membres de la famille, voir Famille de La Ferronnays.
Henri Marie Auguste Ferron, marquis de la Ferronnays, né à Paris le 15 septembre 1842 et mort au château de Saint-Mars-la-Jaille le 25 septembre 1907, est un militaire et homme politique français.

## Biographie

### Vie familiale
Petit-fils de Pierre-Louis-Auguste Ferron, comte de La Ferronnays, ministre des Affaires étrangères sous la Restauration, et fils du comte Fernand de La Ferronnays, officier de marine qui fut l'ami fidèle et dévoué du « comte de Chambord », et de Lucie Gibert, il épouse Marie-Thérèse de Pérusse des Cars, petite-fille du duc Amédée de Pérusse des Cars et de Dominique-François-Marie de Bastard d'Estang. Il est le père de Henri de La Ferronnays (1876-1946), ainsi que le beau-père du marquis Jehan de Gontaut-Biron de Saint-Blancard et du comte de Cossé-Brissac (grand-père de Charles-Henri de Cossé-Brissac).

### Carrière
Il entre à l'École militaire de Saint-Cyr, puis à l'École d'application de l'état-major, et poursuit une carrière militaire. Officier de cavalerie, il est affecté volontairement à la Légion d'Antibes, chargée de la protection du Saint-Siège et participe à la campagne de 1867 dans les États pontificaux, puis à celle contre l'Allemagne.
Attaché militaire à Berlin de 1872 à 1875, il passa ensuite attaché militaire à Berne, puis à Londres. Il est délégué comme commissaire à la conférence de Berlin pour la délimitation des frontières gréco-turques en 1880.
La même année, alors qu'il est sur le point d'être promu chef d'escadron, il doit démissionner de l'armée à la suite de son intervention en faveur d'une congrégation, prenant part à la défense des Trappistes de l'abbaye Notre-Dame de Melleray, lors de l'exécution des décrets d'expulsion sur celle-ci.
Il est conseiller général pour le canton de Saint-Mars-la-Jaille depuis 1876 et maire de la commune. Il est député de la Loire-Inférieure de 1885 à 1907. Il siège à droite, comme conservateur catholique, et devient secrétaire du groupe parlementaire de l'Union des droites. Il est constamment réélu avec des scores écrasants, plusieurs fois sans concurrent.
Il est membre de la Société française de photographie de 1882 à 1894.
Il devient président du conseil général de la Loire-Inférieure en 1901.

## Distinctions
- Chevalier de la Légion d'honneur
- Chevalier de l'ordre de Saint-Grégoire-le-Grand
- Commandeur de l'ordre de Pie IX
- Commandeur de l'ordre du Dannebrog
- Commandeur de l'ordre du Christ